# Markt Kaltenbrunn
Markt Kaltenbrunn, auch Kaltenbrunn in der Oberpfalz, ist ein Ortsteil von Weiherhammer im Oberpfälzer Landkreis Neustadt an der Waldnaab (Bayern). 

## Geographie
Das Pfarrdorf liegt an der Grenze des Truppenübungsplatzes Grafenwöhr.

## Geschichte

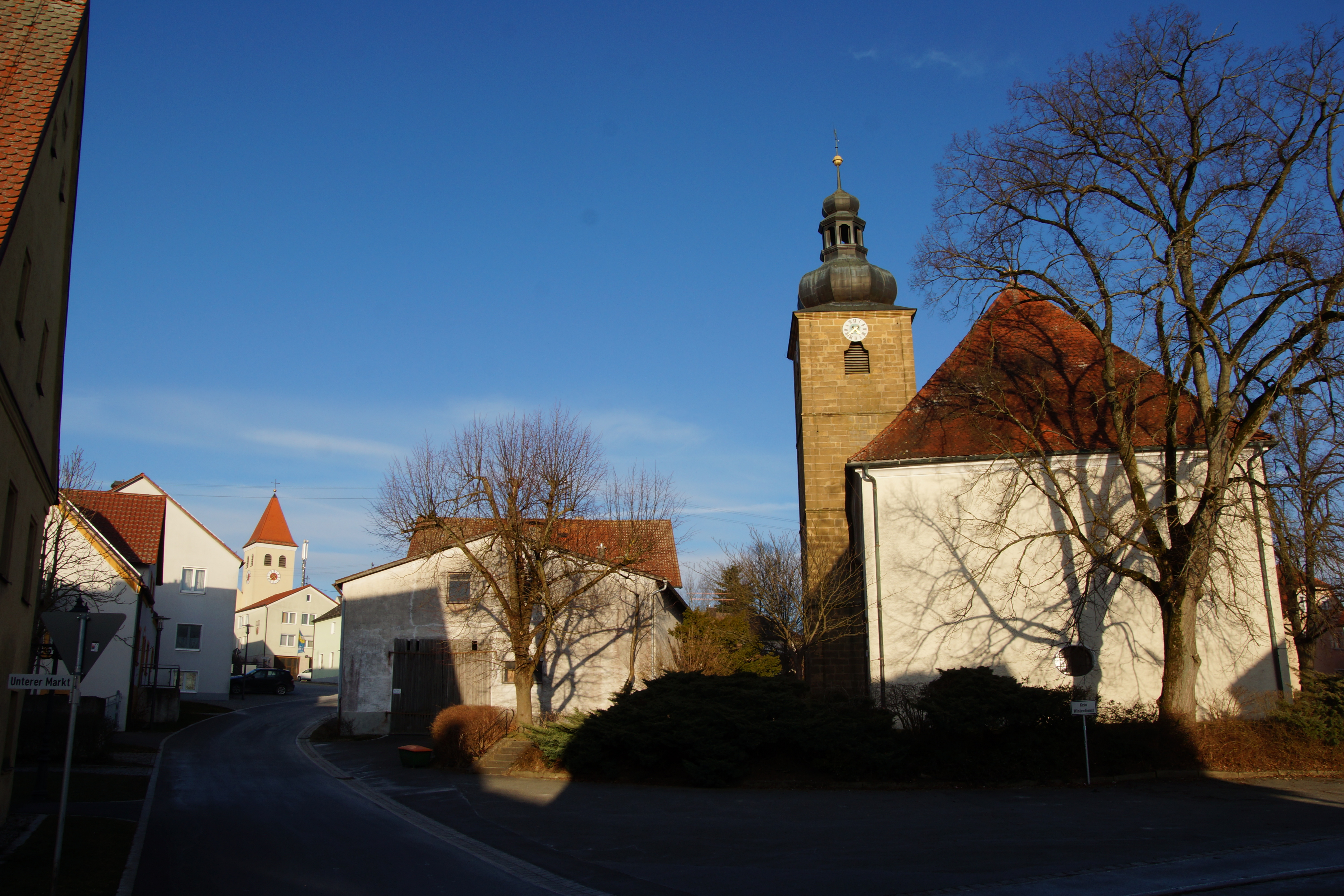
Kaltenbrunn mit alter und neuer Martinskirche

Kaltenbrunn wird in einer Freiheitsurkunde des Herzogs Rudolf von Sachsen im Jahre 1344 erstmals erwähnt und hatte damals schon Marktrechte. Erika Beck geht in ihrer Dissertation davon aus, dass unter Karl IV. entweder 1337 oder 1341 dem Ort das Marktrecht verliehen worden sei und dass in einer Urkunde des Königs Wenzel der „markt zum kaltenprun“ erwähnt werde. Dies ist wohl auch der Grund, dass man seitens der Gemeinde beim Bau des alten Rathauses vom Jahr 1337 ausging, denn über der Wappenabbildung am alten Rathaus der Marktgemeinde stand noch „a.d. 1337“. Ein solcher Hinweis fehlt am Wappen am neuen Rathaus.
Der Markt war seit dem 15. Jahrhundert Sitz eines der sieben Gerichte des Gemeinschaftsamts Parkstein-Weiden, in denen der Parksteiner Landrichter zusammen mit zwölf Geschworenen in Fällen der hohen und niederen Gerichtsbarkeit urteilte. 1524 wurde in dem Ort die Reformation eingeführt. Ab 1663 nutzten dann beide Konfessionen das damals einzige Gotteshaus, die nach einem Brand 1756 erneuerte Martinskirche. Das Simultaneum erlosch erst 1932. Ab 1714 gehörte der Ort vollständig zum Herzogtum Pfalz-Sulzbach, 1777 kam der Ort zu Kurbayern. Die politische Gemeinde Kaltenbrunn wurde 1818 durch das Gemeindeedikt in Bayern errichtet. Einen herben Einschnitt für die Entwicklung des Ortes bedeutete die Errichtung des Truppenübungsplatzes Grafenwöhr und insbesondere dessen Erweiterung in den Jahren 1938/39. Am 1. Januar 1972 wurde der Markt Kaltenbrunn nach Weiherhammer eingegliedert.

## Verkehr
Die Bundesstraße 299 umgeht Kaltenbrunn im Norden, durch den Ort verläuft die Staatsstraße St 2966.